# REINA世界タッグ王座
REINA世界タッグ王座（レイナせかいタッグおうざ）は、REINA女子プロレスが管理、認定していた王座。

## 歴史
2011年9月、初代王座決定トーナメントには日米加墨4ヶ国のタッグチームが出場。決勝戦ではメキシコ代表、ラ・コマンダンテ&セウシスとカナダ代表、ニコル・マヒューズ&ポーシャ・ペレスのカナディアンニンジャが進出。無制限1本勝負によりメキシコ代表が初代王座を獲得した。提携先のCMLLでも防衛戦が行われており、同団体には女子タッグのタイトルがないためその代替と位置づけることもできた。
2012年、REINA女子プロレスからプロモーション「REINA×WORLD」へ転換したため、当時の保持者だった下田美馬&セウシスが返上した上で、6月9日のプロモーション化後最初の興行となった新宿FACE大会で世界プロレス協会から上林愛貴&石橋葵、CMLLから2組、それにアイスリボンから志田光&藤本つかさの4組による王座決定トーナメントを行い、負傷の石橋に代わってミア・イムが入った世界プロレス協会が獲得。
その後、志田&藤本はチャンピオンとしてメキシコ遠征（防衛戦は行わず）に出て、帰国後にアイスリボンで防衛を重ねるが、同団体内にはインターナショナルリボンタッグ王座が既に存在するため、11月25日の名古屋リボンで2冠統一を図るべくタッグトーナメントが行われ、志田&藤本が統一。以降は、アイスリボンにおける2冠タッグとして防衛戦が行われていたが、その間にREINAの興行スタイル見直しもあり、志田&藤本が奪還した後にREINAとアイスリボンの間で話し合いの結果、REINA王座は返上された（リボンタッグは返上せず）。
その後、4組によるタッグ王座決定トーナメントが8月24日から9月8日にかけて行われ、CMLLのセウシス&ラ・バケリータ組が戴冠。なお、出場タッグ4組8人のうち初来日のバケリータを除き全員がアイスリボン現、元所属あるいは参戦経験のある選手となった（現所属の世羅りさも留学生のケーシー・オーウェンズと組んで出場）。

## 歴代王者
| 歴代   | タッグチーム                        | 戴冠回数 | 防衛回数 | 獲得日付       | 獲得場所 （対戦相手・その他）                                      |
| ------ | ----------------------------------- | -------- | -------- | -------------- | ------------------------------------------------------------------ |
| 初代   | ラ・コマンダンテ&セウシス           | 1        | 0        | 2011年9月24日  | ラジアントホール ニコル・マヒューズ&ポーシャ・ペレス               |
| 第2代  | ジュビア&ルナ・マヒカ               | 1        | 1        | 2011年12月6日  | メキシコシティ                                                     |
| 第3代  | 下田美馬&セウシス                   | 1        | 0        | 2012年3月24日  | 新宿FACE 2012年返上                                                |
| 第4代  | 志田光&藤本つかさ                   | 1        | 4        | 2012年6月9日   | 新宿FACE 上林愛貴&ミア・イム                                       |
| 第5代  | 星ハム子&ヘイリー・ヘイトレッド     | 1        | 0        | 2012年11月28日 | レッスル武闘館                                                     |
| 第6代  | 木村響子&帯広さやか                 | 1        | 0        | 2012年12月19日 | レッスル武闘館                                                     |
| 第7代  | 希月あおい&つくし                   | 1        | 1        | 2012年12月31日 | 後楽園ホール                                                       |
| 第8代  | 志田光&藤本つかさ                   | 2        | 0        | 2013年5月27日  | ラジアントホール 2013年返上                                        |
| 第9代  | セウシス&ラ・バケリータ             | 1        | 0        | 2013年9月8日   | ラゾーナ川崎プラザソル Leon&ライディーン鋼                         |
| 第10代 | 亜利弥’&雫有希                      | 1        | 0        | 2013年11月2日  | 新木場1stRING                                                      |
| 第11代 | マスカラ・ポラドーラス （Ray&Leon） | 1        | 0        | 2013年12月22日 | 新木場1stRING 2014年返上                                           |
| 第12代 | 真琴&小林香萌                       | 1        | 1        | 2014年4月27日  | 新木場1stRING 亜利弥’&雫有希                                       |
| 第13代 | 亜利弥’&雫有希                      | 2        | 1        | 2014年5月25日  | 新木場1stRING                                                      |
| 第14代 | 堀田祐美子&ラ・コマンダンテ         | 1        | 1        | 2014年6月29日  | 新木場1stRING                                                      |
| 第15代 | 亜利弥’&真琴                        | 1        | 1        | 2014年8月20日  | 新木場1stRING 2014年にコンサルタントである華名が権限行使のため剥奪 |
| 第16代 | 華名&中島安里紗                     | 1        | 0        | 2014年11月20日 | 新木場1stRING 朱里&リン・バイロン                                  |
| 第17代 | 朱里&志田光                         | 1        | 1        | 2015年2月25日  | 後楽園ホール                                                       |
| 第18代 | 真琴&山下りな                       | 1        | 2        | 2015年6月13日  | 新木場1stRING                                                      |
| 第19代 | 朱里&シルエタ                       | 1        | 0        | 2015年10月9日  | 新木場1stRING                                                      |